# جينوسا
جِنوسة أو (نقحرة: جينوسا) (بالإيطالية: Ginosa)‏ هي بلدية في مقاطعة طارنت في إقليم بولية الإيطالي.

## السكان
في سنة 1861 بلغ عدد السكان 5٬826 نسمة، وتطور العدد ليصل في سنة 2011 لـ 22٬582 نسمة.
يظهر هذا المخطط البياني تطور النمو السكاني لـ جِنوسة